# CF Monterrey
Club de Fútbol Monterrey (eller bare Monterrey) er en mexicansk fodboldklub fra Monterrey i Nuevo León-regionen. Klubben spiller i landets bedste liga, Liga MX, og har hjemmebane på stadionet Estadio Tecnológico. Klubben blev grundlagt den 28. juni 1945, og har siden da vundet fire mesterskaber, én pokaltitel og tre udgaver af CONCACAF Champions League
Monterreys største rivaler er Tigres UANL, der kommer fra Monterrey-forstaden San Nicolás de los Garza.

## Titler
- Liga MX (4): 1986, Clausura 2003, Apertura 2009, Apertura 2010

- Copa Mexico (1): 1991

- CONCACAF Champions League (3): 2010–11, 2011–12, 2012–13

## Kendte spillere
| - Guillermo Franco - Carlos Hermosillo - Luis Hernández - Jared Borgetti - Ricardo Osorio - Oribe Peralta - Giovanny Espinoza - Eusébio - Mario Méndez - Ramón Morales - Humberto Suazo - Zinha - Juan Arango - Jesus Arellano - Luis Perez - José María Basanta - Pablo Rotchen - César Delgado - Ruben Martin Ruiz Diaz - Francisco Javier Cruz - Alex Fernandes - Sebastián Abreu - Sergio Ramos |